# Satoru Otomo
Satoru Otomo (大友哲?, Ōtomo Satoru; 19 dicembre 1957) è un astronomo giapponese.
Il suo nome può anche essere letto come Satoshi, ma lui usa Satoru.
Otomo oltre che un dentista è un astrofilo prolifico scopritore di asteroidi, gliene è stato dedicato uno, 3911 Otomo.

## Asteroidi scoperti
Otomo ha scoperto o coscoperto 148 asteroidi:
| Asteroide            | Designaz. provv. | Data della scoperta | Coscopritore/i  |
| -------------------- | ---------------- | ------------------- | --------------- |
| 5337 Aoki            | 1991 LD          | 6 giugno 1991       | Osamu Muramatsu |
| 5377 Komori          | 1991 FM          | 17 marzo 1991       | Osamu Muramatsu |
| 5379 Abehiroshi      | 1991 HG          | 16 aprile 1991      | Osamu Muramatsu |
| 5488 Kiyosato        | 1991 VK5         | 13 novembre 1991    |                 |
| 5561 Iguchi          | 1991 QD          | 17 agosto 1991      |                 |
| 5605 Kushida         | 1993 DB          | 17 febbraio 1993    |                 |
| 5606 Muramatsu       | 1993 EH          | 1º marzo 1993       |                 |
| 5829 Ishidagoro      | 1991 CT1         | 11 febbraio 1991    | Osamu Muramatsu |
| 5922 Shouichi        | 1992 UV          | 21 ottobre 1992     |                 |
| 5973 Takimoto        | 1991 QC          | 17 agosto 1991      |                 |
| 6043 Aurochs         | 1991 RK2         | 9 settembre 1991    |                 |
| 6138 Miguelhernández | 1991 JH1         | 14 maggio 1991      | Osamu Muramatsu |
| 6336 Dodo            | 1992 UU          | 21 ottobre 1992     |                 |
| 6410 Fujiwara        | 1992 WO4         | 29 novembre 1992    |                 |
| 6494 -               | 1992 NM          | 8 luglio 1992       |                 |
| 6520 Sugawa          | 1991 HH          | 16 aprile 1991      | Osamu Muramatsu |
| 6729 Emiko           | 1991 VV2         | 4 novembre 1991     |                 |
| 6790 Pingouin        | 1991 SF1         | 28 settembre 1991   |                 |
| 6830 Johnbackus      | 1991 JB1         | 5 maggio 1991       | Osamu Muramatsu |
| 6860 Sims            | 1991 CS1         | 11 febbraio 1991    | Osamu Muramatsu |
| 6866 Kukai           | 1992 CO          | 12 febbraio 1992    |                 |
| 6880 Hayamiyu        | 1994 TG15        | 13 ottobre 1994     |                 |
| 6910 Ikeguchi        | 1991 FJ          | 17 marzo 1991       | Osamu Muramatsu |
| 6917 -               | 1993 FR2         | 29 marzo 1993       |                 |
| 6922 Yasushi         | 1993 KY1         | 27 maggio 1993      |                 |
| 6969 Santaro         | 1991 VF5         | 4 novembre 1991     |                 |
| 6970 Saigusa         | 1992 AL1         | 10 gennaio 1992     |                 |
| 6975 Hiroaki         | 1992 QM          | 25 agosto 1992      |                 |
| 6976 Kanatsu         | 1993 KD2         | 23 maggio 1993      |                 |
| 7137 Ageo            | 1994 AQ1         | 4 gennaio 1994      |                 |
| 7143 Haramura        | 1995 WU41        | 17 novembre 1995    |                 |
| 7201 Kuritariku      | 1994 UF1         | 25 ottobre 1994     |                 |
| 7203 Sigeki          | 1995 DG2         | 27 febbraio 1995    |                 |
| 7291 Hyakutake       | 1991 XC1         | 13 dicembre 1991    |                 |
| 7592 Takinemachi     | 1992 WR3         | 23 novembre 1992    |                 |
| 7597 Shigemi         | 1993 GM          | 14 aprile 1993      |                 |
| 7769 Okuni           | 1991 VF4         | 4 novembre 1991     |                 |
| 7953 Kawaguchi       | 1993 KP          | 20 maggio 1993      |                 |
| 8187 Akiramisawa     | 1992 XL          | 15 dicembre 1992    |                 |
| 8212 Naoshigetani    | 1995 EF1         | 6 marzo 1995        |                 |
| 8276 Shigei          | 1991 FL          | 17 marzo 1991       | Osamu Muramatsu |
| 8374 Horohata        | 1992 AK1         | 10 gennaio 1992     |                 |
| 8397 Chiakitanaka    | 1993 XO          | 8 dicembre 1993     |                 |
| 8668 Satomimura      | 1991 HM          | 16 aprile 1991      | Osamu Muramatsu |
| 8708 -               | 1994 DD          | 17 febbraio 1994    |                 |
| 8724 Junkoehara      | 1996 SK8         | 17 settembre 1996   |                 |
| 8855 Miwa            | 1991 JL          | 3 maggio 1991       | Osamu Muramatsu |
| 8862 Takayukiota     | 1991 UZ          | 18 ottobre 1991     |                 |
| 10849 Onigiri        | 1995 BO1         | 25 gennaio 1995     |                 |
| 20057 Fabiorubeo     | 1993 GC          | 13 aprile 1993      |                 |